# Affe mit Schädel

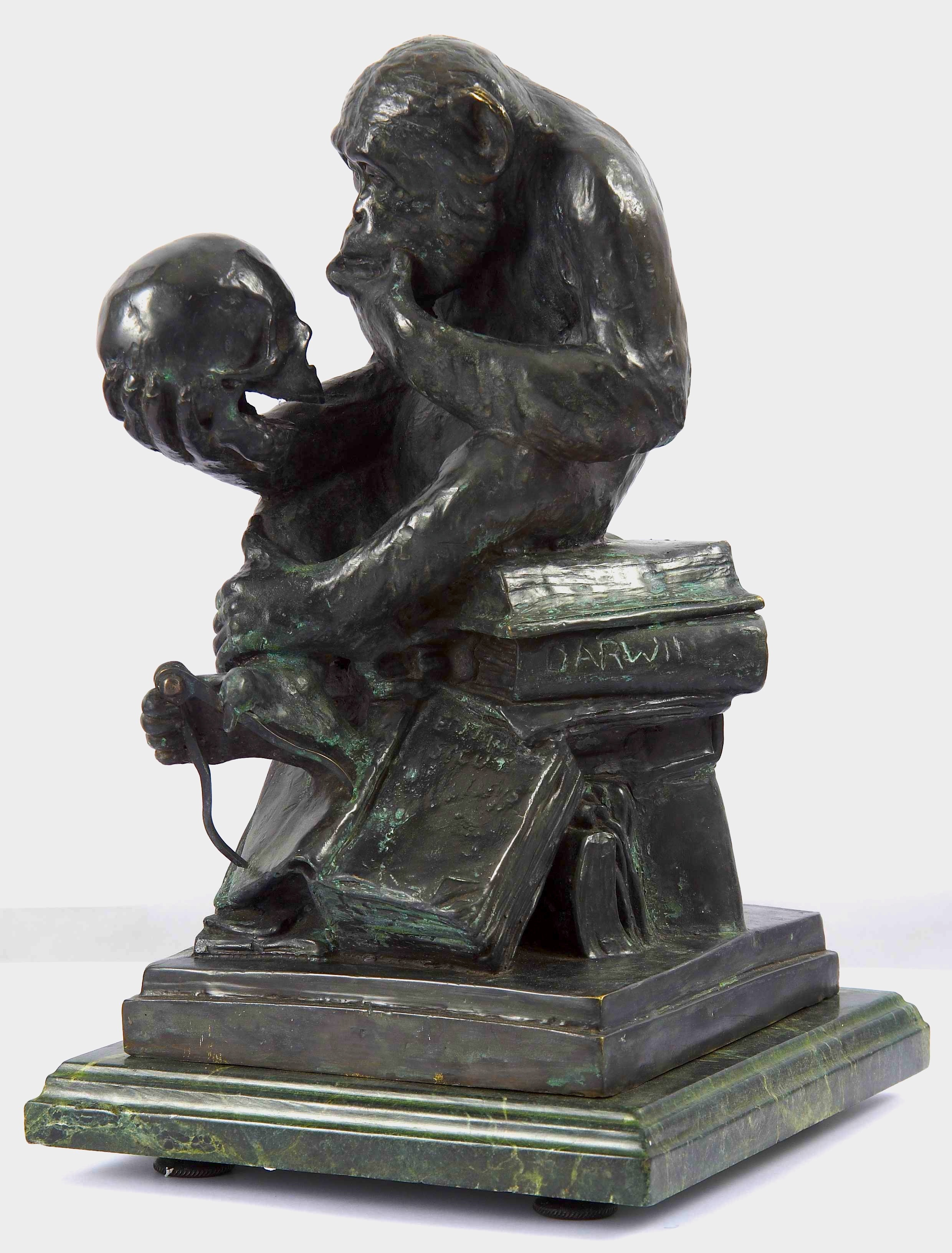
Affe mit Schädel (Replik der Bronzeplastik von Hugo Rheinhold, 1892; Höhe 18,5 cm, Hunterian Museum of the Royal College of Surgeons, London)

Affe mit Schädel (auch Affe einen Schädel betrachtend) ist eine 30 cm große, allansichtige Bronzeplastik des deutschen Bildhauers Hugo Rheinhold. Die Plastik stellt die Abschlussarbeit seines Bildhauereistudiums im Jahr 1892 dar und ist gleichzeitig sein berühmtestes Werk. Sie wurde erstmals 1893 bei der Großen Berliner Kunstausstellung gezeigt.

## Beschreibung
Die Plastik zeigt einen Schimpansen, der auf einem Bücherstapel sitzt und einen menschlichen Schädel betrachtet. Er hält diesen in der rechten Hand, die linke ist in einer denkerischen Pose ans Kinn gelegt. Der Affe blickt neugierig, fragend und studierend Richtung Schädel. Er ist ganz in seine Betrachtung versunken, scheint jedoch im Dialog mit dem Schädel zu stehen. Eine Szene, die auch an die Geschehnisse auf dem Friedhof in Hamlet (5. Aufzug, 1. Szene) oder an die Bronzeplastik Der Denker von Auguste Rodin erinnert. Darüber hinaus zeigt der Affe mit Schädel einige Elemente aus dem Forschungsbereich. So umklammert der Schimpanse mit seinem rechten Fuß einen Greifzirkel, wie er aus dem Bereich der Kraniometrie bekannt ist, und unter dem Bücherstapel findet sich Literatur des Naturwissenschaftlers Darwin. Neben den wissenschaftlichen Aspekten sind auch religiöse vertreten, und eine zum Betrachter geöffnete Bibel zeigt das Vulgatazitat „eritis sicut deus...“ (lat. ihr werdet sein wie Gott...) (Gen 3,5 ). Es ist dem Kontext des Sündenfalls entnommen, bei dem die Schlange dies zu Adam und Eva sagt, bevor beide vom Baum der Erkenntnis essen, was zur Vertreibung aus dem Paradies führt. Die Bibelseite scheint in zwei Hälften gerissen, da der zweite Teil des Zitats „...scientes bonum et malum“ (lat. ...Gut und Böse (er)kennend) fehlt.

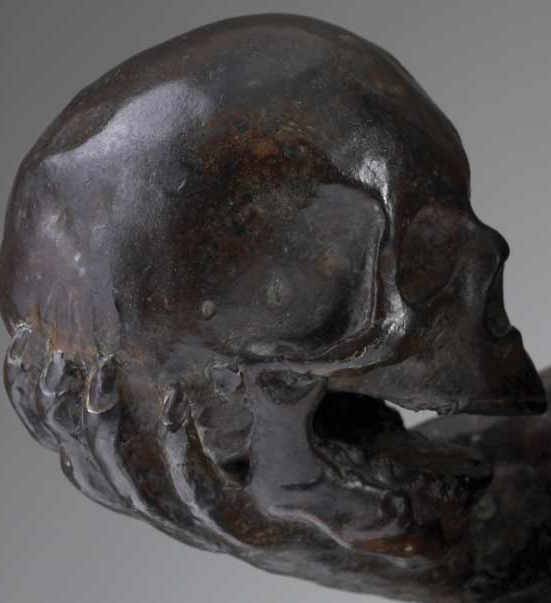
Detail: Menschlicher Schädel
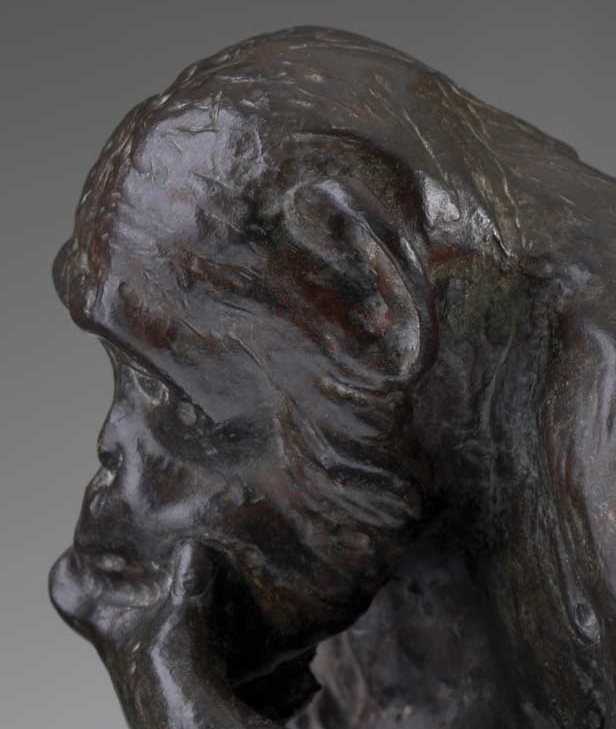
Detail: Nachdenkliche Pose
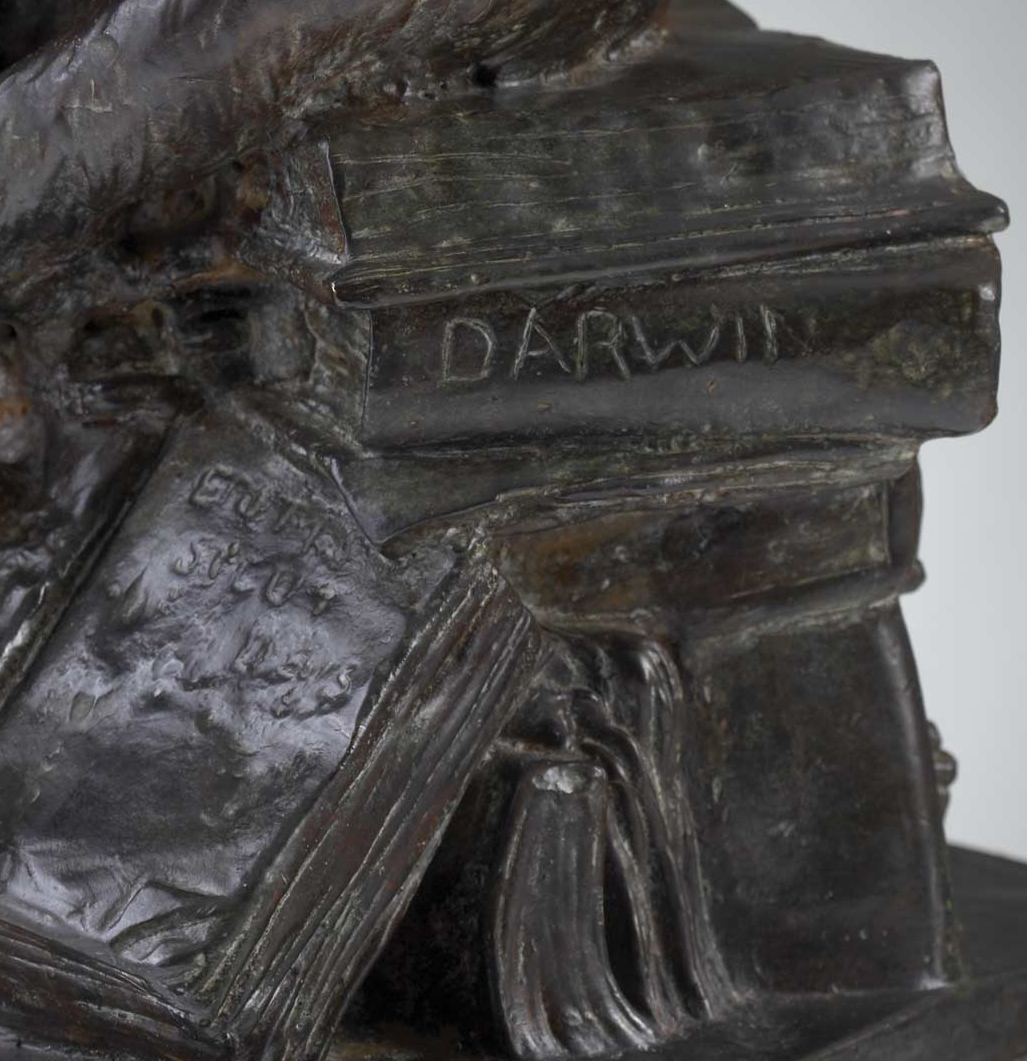
Detail: Bücherstapel und Forschungsliteratur
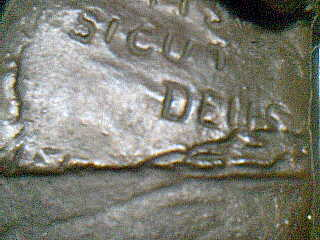
Detail: Bibelzitat

## Interpretation
Die Bronzeplastik Affe mit Schädel steht im Zeichen der Wissenschaft und des Darwinismus und thematisiert den Konflikt mit dem Christentum und der Schöpfungsgeschichte.
Die Theorien Darwins über die Evolution polarisierten Ende des 19. Jahrhunderts die Gesellschaft und erhitzten die Gemüter. Man könnte überlegen, ob Rheinhold ebenfalls Kontrahent des Darwinismus war und sein Werk eine Persiflage auf die Abstammungstheorie ist; allerdings gibt es hierfür keine Belege.
Der Bücherstapel steht für das über Jahrtausende angeeignete Wissen der Menschen, der Messzirkel kann als Symbol für die Forschung gesehen werden und das Bibelzitat stellvertretend für die Kirche, die mehrfach im Konflikt mit der Forschung und der Wissenschaft stand. Darüber hinaus hat Rheinhold den Schimpansen als Hauptelement seiner Plastik gewählt, den nächsten Verwandten des Menschen überhaupt. Er zeigt den Primaten als dem Menschen ebenbürtig oder ihm sogar überlegen.
Diese Elemente lassen eine Auseinandersetzung Rheinholds mit der Abstammungstheorie vermuten, wie sie zeitgleich auch im Werk Gabriel von Max’, beispielsweise im Gemälde Affe vor Skelett, vorkommt.
Das Bibelzitat „eritis sicut deus“ könnte den Zwiespalt zwischen Religion und Evolutionstheorie repräsentieren, aber auch eine Rückführung auf den Affen als Symbol des Teufels und des Sündenfalls sein. Darüber hinaus lässt der Ausspruch „Ihr werdet sein wie Gott (Gut und Böse kennend)“ allerdings noch weitere Interpretationen zu. Rheinhold als aktiver Pazifist sprach möglicherweise eine „frühe Mahnung zur Wissenschaftsethik“ aus, indem er versuchte darzustellen, dass der Mensch sich wie Gott verhält, aber das Gute und Böse außer Acht lässt – dieser Teil des Zitates wird von Rheinhold weggelassen – und letztendlich selbst daran zu Grunde geht. Der Schädel als Vanitas-Motiv unterstützt diese Annahme. Zudem wird der Affe eventuell als reinere und ursprünglichere Form gezeigt, der am Ende über den Menschen triumphiert. Diese Deutung ist jedoch äußerst spekulativ.
Ein weiteres Vanitas-Motiv ist die Assoziation mit der Friedhofsszene aus Hamlet. Hamlet denkt im 5. Aufzug, 1. Szene über den Sinn des Lebens nach, als ihm der Schädel des früheren Hofnarren Yorick in die Hände fällt. Dieses eindeutige Symbol für die Vergänglichkeit des Lebens ist ein zusätzliches Indiz für die Machtlosigkeit des Menschen dem Leben gegenüber.

## Motivation und Vorbilder
Es ist unklar, welche Motive und Vorbilder Hugo Rheinhold zu seiner Plastik Affe mit Schädel inspiriert haben. Sie wird jedoch oft im Zusammenhang mit dem Denker von Rodin genannt. Vielleicht hat Rheinhold sich von der Thematik des „Auseinandersetzens“ inspirieren lassen. Allerdings beschäftigt sich der Affe, anders als Der Denker, nicht mit seiner eigenen Gedankenwelt, sondern studiert aufmerksam einen menschlichen Schädel. Zudem gilt Rodin auch gar nicht als Erfinder dieser denkerischen Pose, sondern vielmehr Michelangelo, der die Skulptur Il Pensiero Anfang des 16. Jahrhunderts als Grabdenkmal für den Herzog von Urbino Lorenzo di Piero de’ Medici schuf. Darüber hinaus wurde der Denker zwar zwischen 1880 und 1882 geschaffen, aber erst 1888 der Öffentlichkeit vorgestellt. Die Plastik Affe mit Schädel ist nahezu parallel dazu entstanden und wurde 1893 das erste Mal bei der Großen Berliner Kunstausstellung gezeigt. Es lässt sich also nicht sicher sagen, ob Hugo Rheinhold sich tatsächlich von der Bronzeplastik Rodins hat inspirieren lassen.

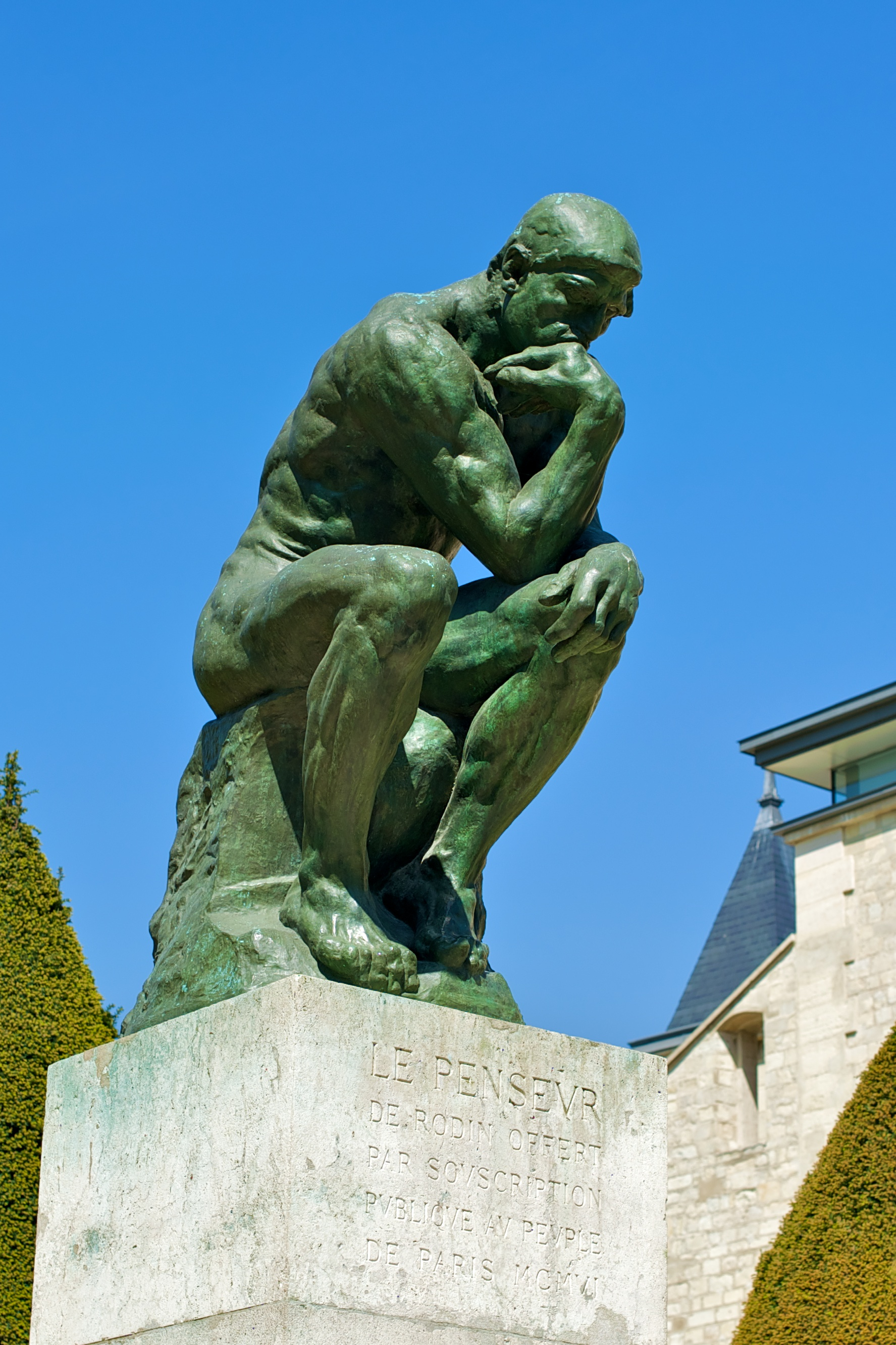
Der Denker vor dem Musée Rodin in Paris
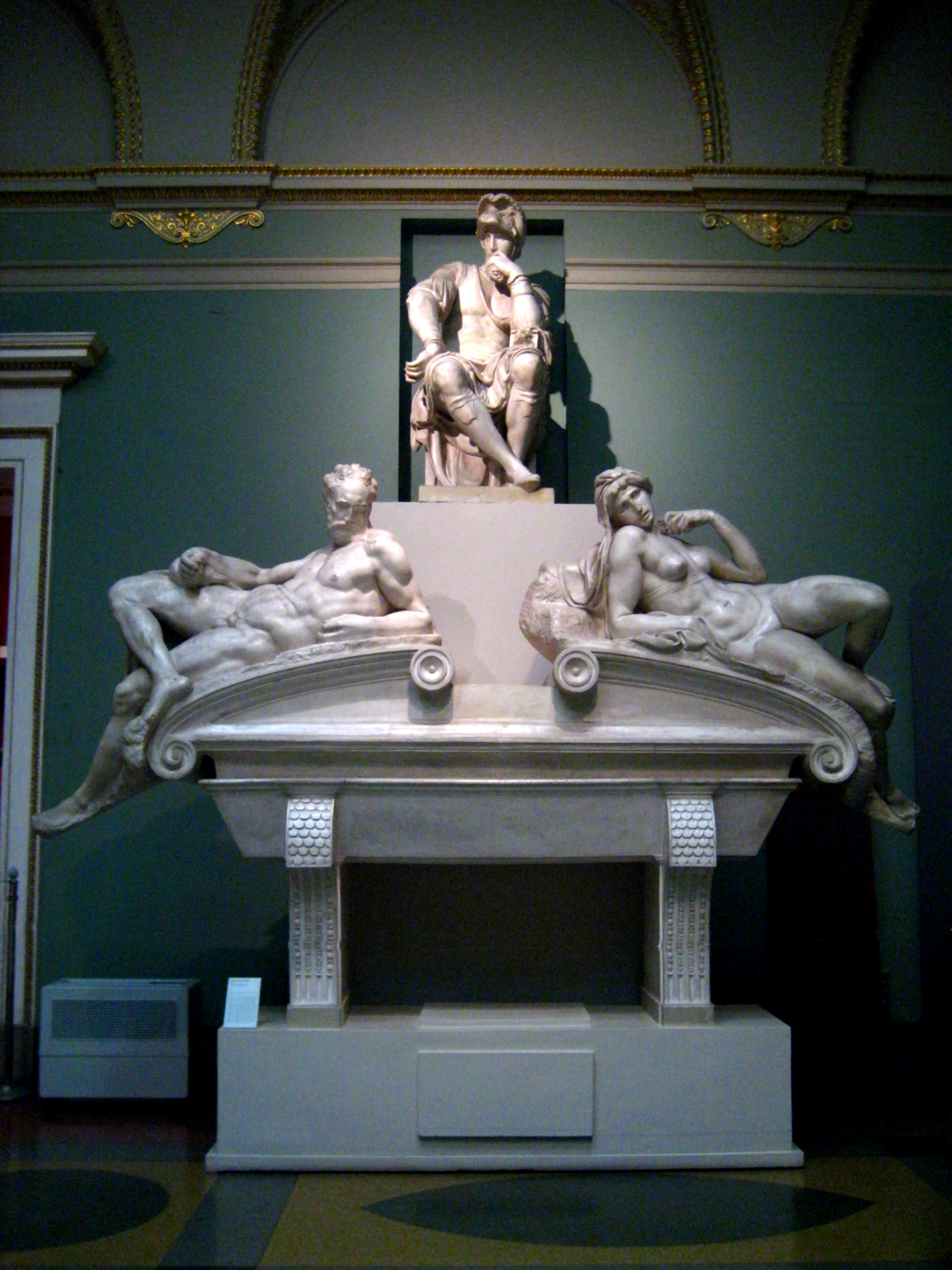
Michelangelo, Grabdenkmal des Lorenzo de’ Medici (Herzog von Urbino)

## Provenienz
Der Affe mit Schädel zog während der Großen Berliner Kunstausstellung die Aufmerksamkeit der Berliner Bildgießerei Hermann Gladenbeck & Sohn auf sich, die noch vor Ort die Original-Plastik erwarb und sich das Recht auf Vervielfältigung sicherte. Die Reproduktionen der Gießerei wurden auf der ganzen Welt verkauft und gelangten sowohl in private Hände als auch an Museen und andere öffentliche Institutionen. So erhielt z. B. Lenin 1922 diese Plastik als Gastgeschenk des US-amerikanischen Industriellen und Kunstsammlers Armand Hammer und platzierte sie auf seinem Schreibtisch im Kreml, wo sie noch 1991 zu sehen war.